# Чемпионат Туниса по волейболу среди женщин
Чемпионат Туниса по волейболу среди женщин — ежегодное соревнование женских волейбольных команд Туниса. Проводится с 1959 года. Проходит по системе «осень—весна» в двух национальных дивизионах — А и В.

## Формула соревнований
Чемпионат в дивизионе «А» в сезоне 2023/24 проводился в два этапа — предварительный и финальный. На предварительной стадии команды-участницы были разделены на две группы, в которых играли в два круга. По её итогам лучшая четвёрка вышла в финал «А» и в двухкруговом турнире без учёта результатов предварительного этапа определила призёров первенства.
В чемпионате 2023/24 в дивизионе «А» участвовало 10 команд: «КФ Картаж» (Карфаген), «Клуб Африкэн» (Тунис), «Авенир Ла-Марса» (Ла-Марса), «Сфаксьен» (Сфакс), «Олимпик» (Келибия), «ЮС Картаж» (Карфаген), «Хаммам аш-Шатт», «Эсперанс» (Тунис), «Боу Мхель эль-Бассатин», «Аль-Хиляль» (Тунис). Чемпионский титул выиграл «КФ Картаж». 2-е место занял «Клуб Африкэн», 3-е — «Авенир Ла-Марса».

## Чемпионы
| - 1959 «Клуб Африкэн» Тунис - 1960 «Альянс Спортив» Тунис - 1961 «Клуб Африкэн» Тунис - 1962 «Шеминуа» Тунис - 1963 «Шеминуа» Тунис - 1964 «Эсперанс» Тунис - 1965 «Эсперанс» Тунис - 1966 «Аль-Хилаль» Тунис - 1967 «Аль-Хилаль» Тунис - 1968 «Эсперанс» Тунис - 1969 «Эсперанс» Тунис - 1970 «Эсперанс» Тунис - 1971 «Жёнесс Омраньенн» - 1972 «Жёнесс Омраньенн» - 1973 «Жёнесс Омраньенн» - 1974 «Авенир Марса» Ла-Марса - 1975 «Авенир Марса» Ла-Марса - 1976 «Авенир Марса» Ла-Марса - 1977 «Авенир Марса» Ла-Марса - 1978 «Авенир Марса» Ла-Марса - 1979 «Авенир Марса» Ла-Марса - 1980 «Клуб Африкэн» Тунис - 1981 «Клуб Африкэн» Тунис - 1982 «Клуб Африкэн» Тунис - 1983 «Клуб Африкэн» Тунис - 1984 «Клуб Африкэн» Тунис - 1985 «Клуб Африкэн» Тунис - 1986 «Клуб Африкэн» Тунис - 1987 «Клуб Африкэн» Тунис - 1988 «Аль-Хилаль» Тунис - 1989 «Аль-Хилаль» Тунис - 1990 «Клуб Африкэн» Тунис - 1991 «Клуб Африкэн» Тунис | - 1992 «Аль-Хилаль» Тунис - 1993 «Клуб Африкэн» Тунис - 1994 «Клуб Африкэн» Тунис - 1995 «Аль-Хилаль» Тунис - 1996 «Аль-Хилаль» Тунис - 1997 «Аль-Хилаль» Тунис - 1998 «Тунис ЮК» Арьяна - 1999 «Сфаксьен» Сфакс - 2000 «Аль-Хилаль» Тунис - 2001 «Аль-Хилаль» Тунис - 2002 «Аль-Хилаль» Тунис - 2003 «Сфаксьен» Сфакс - 2004 «Сфаксьен» Сфакс - 2005 «Аль-Хилаль» Тунис - 2006 «Сфаксьен» Сфакс - 2007 «Аль-Хилаль» Тунис - 2008 «ЮС Картаж» Карфаген - 2009 «Сфаксьен» Сфакс - 2010 «Сфаксьен» Сфакс - 2011 «ЮС Картаж» Карфаген - 2012 «Сфаксьен» Сфакс - 2013 «КФ Картаж» Карфаген - 2014 «КФ Картаж» Карфаген - 2015 «КФ Картаж» Карфаген - 2016 «КФ Картаж» Карфаген - 2017 «КФ Картаж» Карфаген - 2018 «КФ Картаж» Карфаген - 2019 «Сфаксьен» Сфакс - 2020 «КФ Картаж» Карфаген - 2021 «КФ Картаж» Карфаген - 2022 «КФ Картаж» Карфаген - 2023 «КФ Картаж» Карфаген - 2024 «КФ Картаж» Карфаген |